# つる -鶴-
『つる -鶴-』は、1988年5月21日に公開された日本映画。製作は東宝映画。配給は東宝。イーストマンカラー、ビスタビジョンサイズ。文部省選定。

## 概要
日本の民話『鶴の恩返し』の映画化作品。吉永小百合の映画出演100本目の作品でもある。

## 製作
吉永小百合にとってのメモリアル作品となった本作は、企画時に東宝のみならず、東映や独立プロから数十もの企画が集まった。企画の選考や、監督の指名は吉永の主導で行われ、吉永は木下順二原作の戯曲『夕鶴』の映画化を希望して、監督には、『おはん』や『映画女優』で役者としての新境地を引き出してくれた市川崑を指名するが、市川は2か月に亙って監督指名を固辞しただけでなく、吉永の『夕鶴』映画化にも反対を表明した。実は、本作企画時から遡ること数十年前、市川がまだ大映と契約していた頃に、一度、原作者の木下に面会して映画化の許諾を依頼したが、断られた経緯があったためである。当時、木下は「他のモノは何でもあげるけど、『夕鶴』だけは困る」「理由は特にない。この作品だけは、そっと手元に置いておきたいんだ」「もし映画化を許す気になったら、必ずあなたに声をかけてあげるから」と市川を諭し、数年後の大阪万国博覧会の際に、再び市川から人形劇としての『夕鶴』の作品化許諾があった際も、「『鶴の恩返し』という元々の民話があるのだから、それを脚色しておやりなさい」と助言する徹底ぶりだった。
市川は吉永に「僕を指名してくれたのは嬉しいけど、原作が貰えない事は分かってる。『鶴の恩返し』だと普通になってしまう」と反対理由を説明したが、吉永と後援する東宝の熱意に抗えず、最終的には監督を受諾することになる。「『夕鶴』を離れて『夕鶴』と同じ話を撮らねばならない、これが本当に辛かった」と後年に述懐することになる市川だったが、やむなく、大阪万博で使用した『鶴の恩返し』の短編人形劇用の脚本を映画用にリライトして使用することになった。配役については、大寿役の野田秀樹は吉永が推薦、由良役の樹木希林は市川の依頼で、各々出演することになったが、後年に市川が「三者三様のバランスが取れていないですよね。樹木さんも野田君も、面白い演技者なんですが、これは監督の責任です」と失敗を認めたように、満足する配役結果とはならなかった。
ロケ撮影は新潟地方で行われ、事前にロケセットを建て、ある程度の積雪後に撮影に入る予定だったが、その年の新潟地方は60年ぶりの雪不足に見舞われ、撮影スケジュールを大幅に修正する事態となってしまった。
クライマックスの鶴が布を織るシーンは製作当初からの課題であった。「影絵」「音だけ」「大寿の芝居のみ」などさまざまな案が検討された結果、プロデューサーの要望もあり、造形物による撮影に決定し、4回の撮り直しにより市川が満足できるものとなった。
本作はメインの上映館のみ、上映直前に劇場内に雪をイメージした照明効果が発生して、そのまま映画の劇中に繋がる特殊な演出が行われた。これは大阪万博での経験を基に市川が東宝社長の松岡功にアイディアを持ち掛け、松岡が賛同して実現したもので、この演出効果の邪魔になるという理由で、本来は映画冒頭に登場する東宝マークが、劇中の最後に挿入されている。

## スタッフ
- 監督：市川崑
- 製作：高井英幸
- プロデューサー：藤井浩明
- 企画：丸山正一
- 脚本：和田夏十、日高真也、市川崑
- 音楽：谷川賢作（キャニオンレコード）
- 撮影：五十畑幸勇
- 美術：朝倉摂、志村恒男
- 録音：大橋鉄矢
- 照明：下村一夫
- 編集：長田千鶴子
- 助監督：吉田一夫、手塚昌明
- 製作担当者：森知貴秀
- 音響効果：小島良雄
- 撮影協力：岸本正広
- 衣裳デザイン：朝倉摂
- 衣裳：川上鈴雄
- 題字：町春草
- 大棹：山田節子
- 合成：三瓶一信
- 効果：小島良雄
- 記録：坂本希代子
- 製作担当：森知貴秀
- スチール：橋山直己
- 整音：東宝録音センター
- キャメラ＆レンズ：PANAVISION
- 鶴制作：ベル工芸
- 鶴操演：どんきぃ劇場
- タイトル：デン・フィルム・エフェクト
- 現像：IMAGICA
- 協賛：日本生命
- 衣裳協力：三松
- 協力：ホテルニューオータニ長岡、中日本航空、ソニー（PCM-3402レコーダー）、タムコ
- 企画協力：松谷みよ子、吉沢和夫

## キャスト
- つる：吉永小百合
- 大寿：野田秀樹
- 由良：樹木希林
- 馬右衛門：川谷拓三
- 波：横山道代
- 鼻把の長者：菅原文太
- 吉備：岸田今日子
- 猟師：常田富士男
- ナレーター：石坂浩二

## 受賞
- 第12回日本アカデミー賞最優秀主演女優賞（吉永小百合）[4]